# Kiseki: Anohi no sobito
Pour plus de détails, voir Fiche technique et Distribution.
Kiseki: Anohi no sobito (キセキ あの日のソビト) est un film japonais réalisé par Atsushi Kaneshige (ja) et sorti en 2017. Il est tiré de l'histoire vraie des quatre membres du groupe pop GReeeeN.

## Synopsis
Jin (Tōri Matsuzaka) est le producteur du groupe GReeeeN et son jeune frère Hide en est le leader. Leur chanson Kiseki sort dans leur 7e single et connait un succès énorme. Hide et les trois autres membres ont alors tous d'autres métiers, l'un est même dentiste.

## Fiche technique
- Titre : Kiseki: Anohi no sobito
- Titre original : キセキ あの日のソビト
- Réalisation : Tōri Matsuzaka
- Scénario : Hiroshi Saitō (ja)
- Photographie : Mitsunori Kōgo (ja)
- Musique : GReeeeN
- Société de production : AOI Pro.
- Pays de production :  Japon
- Langue originale : japonais
- Format : couleur — 2,35:1
- Genres : drame, film musical
- Durée : 111 minutes[1]
- Dates de sortie :
  - Japon : 28 janvier 2017[1]

## Distribution
- Tōri Matsuzaka : Jin
- Masaki Suda : Hide
- Shioli Kutsuna : Rika
- Yuna Taira : Yui
- Yumi Asou : Tamami Morita
- Kaoru Kobayashi : Seiichi Morita